# Birgitta Weimer
Birgitta Weimer (* 3. Oktober 1956 in Gemünden am Main) ist eine deutsche bildende Künstlerin.

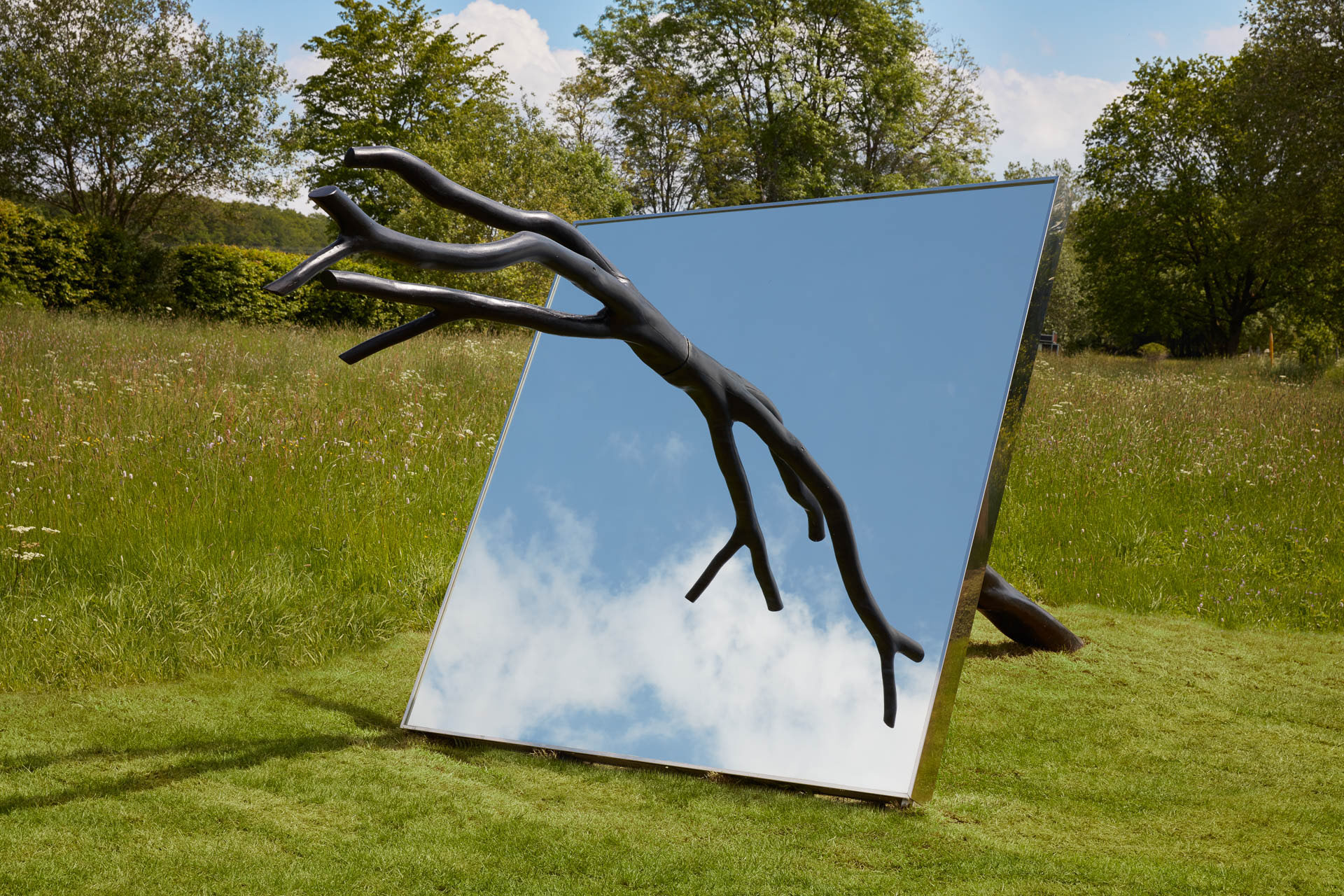
Reflecting Gaia 2019

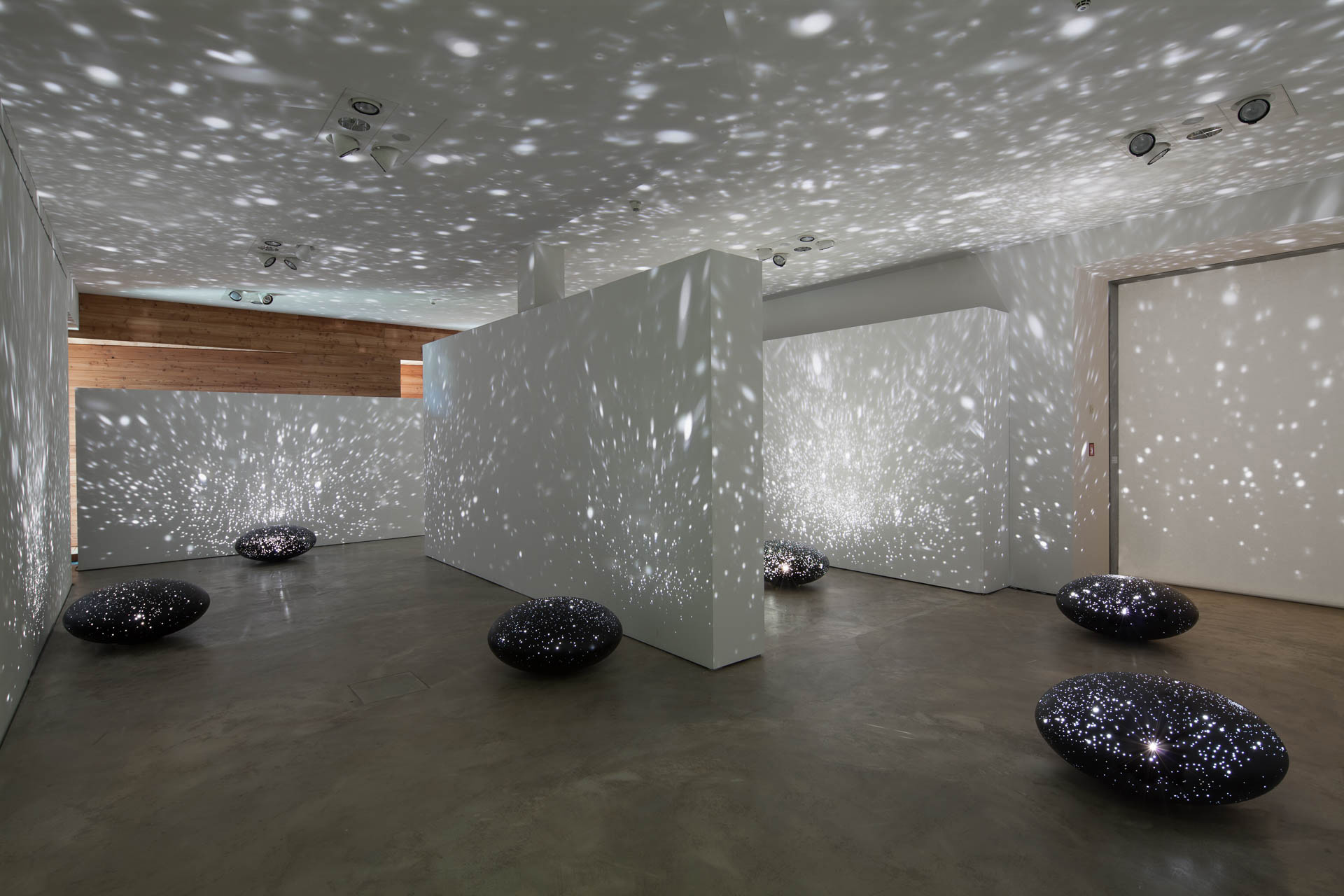
Messier-Objekte 2012

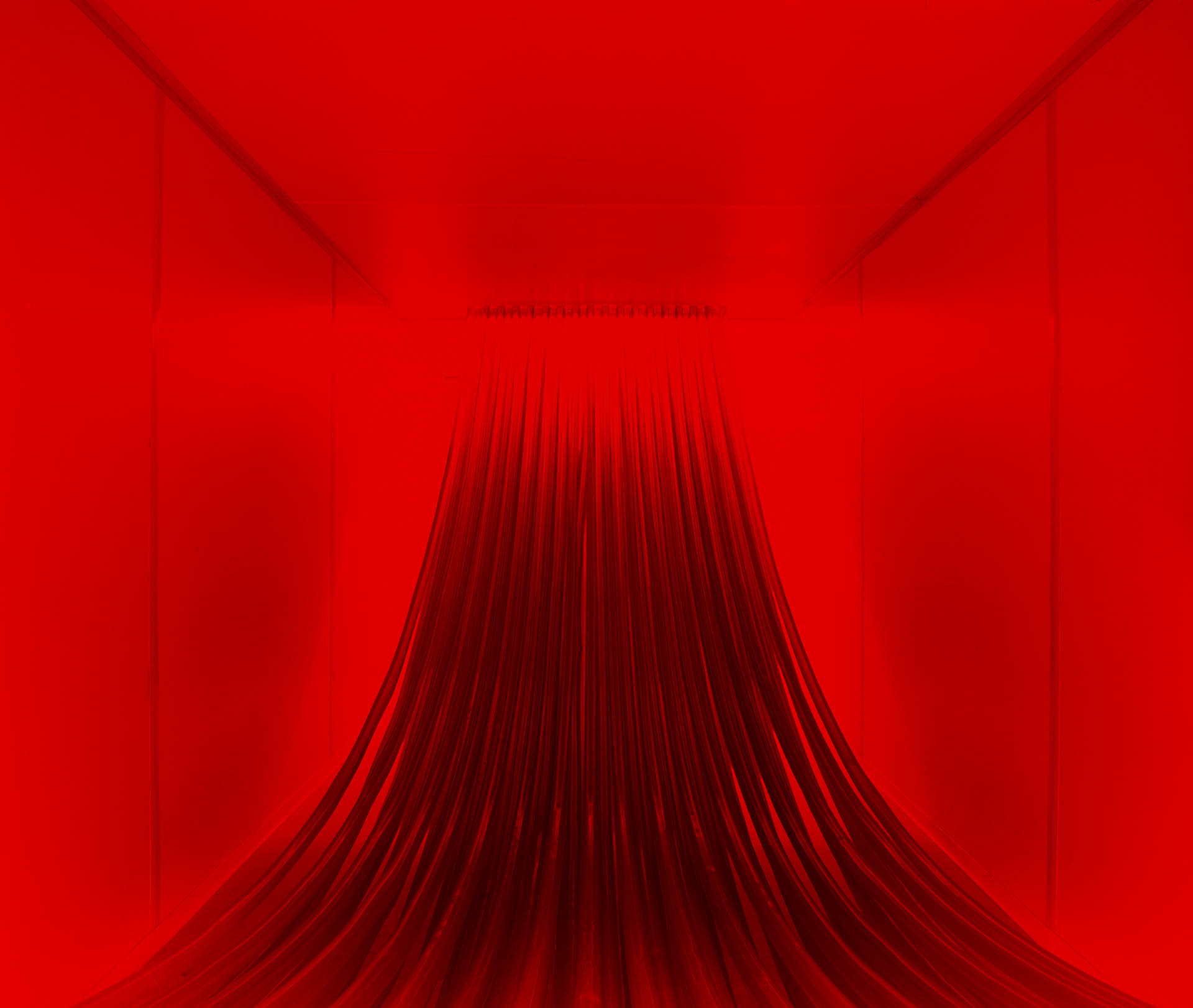
Transfusion 2001

## Leben
Birgitta Weimer studierte ab 1976 Ethnologie und Anthropologie an der Georg-August-Universität Göttingen, ab 1980 Kunsterziehung und von 1983 bis 1988 freie Kunst an der Hochschule für bildende Künste in Hamburg, bei Kai Sudeck, Sigmar Polke und Ulrich Rückriem.
Nach einem Studienaufenthalt in Westafrika 1987/88 lebte und arbeitete sie bis 2000 mit Unterbrechungen in Köln, dann 2 Jahre in Chicago und von 2002 bis 2004 in Frankfurt am Main. Ab 2004 hatte sie Atelier und Wohnung in Königswinter, seit 2016 wieder in Köln.
1998 führte sie das Projekt "Zukunft der Arbeit" mit dem Fachbereich Wirtschaftswissenschaften der Universität Witten-Herdecke durch. Sie nahm 1998/1999 an der Bauhaus-Universität Weimar und an der Universität Essen Lehraufträge wahr, 2000/01 an der University of Chicago und dem Milwaukee Institute of Art and Design, Milwaukee, Wisconsin USA. 2003/04 versah sie die Vertretungsprofessur an der Fachhochschule Darmstadt im Fachbereich Gestaltung.
Sie stellte in der Zeitschrift brandeins Arbeiten von anderen Künstlern vor und widmet sich der Auszeichnung von Künstlerinnen durch den Zonta Club Köln 2008.
Birgitta Weimer war von 1996 bis zu seinem Tod 2016 mit Uwe Sommerfeld verheiratet und hat mit ihm einen 1996 geborenen Sohn.

## Werk und künstlerische Position
Das Interesse der Künstlerin gilt „Ordnungssystemen, Mustern, Formeln, Codes der verschiedenen Wissenschaften“, von der Ethnologie und Kulturanthropologie zu den Naturwissenschaften und insbesondere den Biowissenschaften, die sie in unterschiedlichen Formen reflektiert. Sie arbeitet „an einer Neuformulierung des Menschenbildes und unseres Naturverständnisse“ als Teil einer „Poetik einer dritten Natur“. Sie widmet sich in den dreidimensional Arbeiten, die sich zwischen Skulptur und Installationen bewegen, der Erforschung plastischer Aggregatzustände. Sie erprobt und benutzt dabei eine Fülle von Materialien, angefangen von Flüssigkeiten wie Wasser und Öl, weiche Materialien wie Gummi und Silikon, feste Materialien wie Wachs und Körner, bis harten Materialien wie Metall, Glas und Acryl. Seit einigen Jahren spielen auch immaterielle Faktoren wie künstliches Licht, Tageslicht und damit einhergehende Transluzenz eine Rolle. In Computeranimationen von vielschichtigen Arbeiten auf Transparentpapier taucht die Zeit als vierte Dimension auf.

## Auszeichnungen, Stipendien, Projekte
Birgitta Weimer erhielt für 1987/88 ein Postgraduiertenstipendium für bildende Kunst des DAAD für Gambia, Westafrika, 1992 das Friedrich-Vordemberge-Stipendium der Stadt Köln und war 1996 Artist in Residence an der Loughborough University in Großbritannien.

## Ausstellungen und öffentliche Sammlungen

### Einzelausstellungen (Auswahl)
- 1993: Metagenneto, Installation Agneskirche, Köln
- 1994: Transmitter, Ausstellungsraum Fuhrwerkswaage Köln, Köln
- 1996: Crossover, Dortmunder Kunstverein, Dortmund
- 1997: Ruhe in Bewegung, Galerie Edith Wahlandt, Stuttgart
- 1997: Resources, Fassbender Gallery, Chicago, USA
- 1998: Holon, Städtische Galerie Villa Zanders, Bergisch Gladbach
- 1998: Clusters, International Community House, Kyoto
- 1998: Clusters, Museum of Contemporary Art, Sapporo, Japan
- 1999: Material und Form, Haus der Baugewerkschaft, Frankfurt am Main
- 1999: Vor der Vollendung, Städtische Galerie Gladbeck, Gladbeck
- 2000: Pseudo Organism, Fassbender Gallery, Chicago, USA
- 2002: Birgitta Weimer, Flint Institute of Arts, Flint, USA
- 2002: The Third Nature, The Sybaris Gallery, Royal Oak, USA
- 2004: Morphogenesis, Galerie Edith Wahlandt, Stuttgart
- 2005: Szenenwechsel, Museum für konkrete Kunst, Ingolstadt
- 2006: Birgitta Weimer, Galeri Konstruktiv Tendens, Stockholm, Schweden
- 2006: Morphogenesis-Metagenesis, Galerie Dorothea van der Koelen, Mainz
- 2006: Natural Structures, Galerie Dorothea van der Koelen, Venedig, Italien
- 2008: Galerie der Stadt Tuttlingen
- 2007: Arbeiten auf Papier und Skulpturen, Georg-Meistermann-Museum, Wittlich
- 2007: Natural Structures, Artmark Galerie, Wien
- 2007: Sphären, Kunstverein Leverkusen
- 2009: Reconstructing Nature, Galeri Konstruktiv Tendens, Stockholm, Schweden
- 2010: EI_2010, Plan10, Forum aktueller Architektur in Köln, Kunstbar Köln
- 2010: Reconstructing Nature, Museum und Galerie Im Prediger, Schwäbisch Gmünd
- 2011: Visual Analogies and Inquiries (mit Michiko Itatani), Institute of Art and Design, Milwaukee, USA
- 2012: Survivors, Rheinisches Landesmuseum Bonn, Bonn
- 2013: Im Ruhepuls, Internationale Gartenschau Hamburg
- 2013: InnerOuter Space, Wende Art Villa Heusgen, Krefeld
- 2013: Reflecting Space, Galerie Maurer, Frankfurt am Main
- 2014: Luminale, Galerie Maurer Frankfurt
- 2014: Stella Nova, Karl-Ernst-Osthaus-Museum, Hagen
- 2015: Verkörperungen, Galerie Gerken, Berlin
- 2017: Daseinsformen, Karl-Ernst-Osthaus Museum Hagen
- 2018: Wahrscheinlichkeitswolken, Galerie Judith Andreae, Bonn
- 2018: Spukhafte Fernwirkung, Galerie Maurer, Frankfurt am Main

### Ausstellungsbeteiligungen (Auswahl)
- 2000: Functional and Non-Functional Objects, Institute of Art and Design, Milwaukee, USA
- 2000: Unter der Haut. Transformationen des Biologischen in der zeitgenössischen Kunst, Lehmbruck-Museum, Duisburg
- 2001: Contemporary Positions in German Drawing, Institute of Art and Design, Milwaukee, USA
- 2001: Kunsthochelf, Galerie Edith Wahlandt, Stuttgart
- 2002: The San Francisco Showcase, Kay Kimpton Contemporary Arts, San Francisco, USA
- 2003: Geometrisk Abstraktion XXIV, Galerie Konstruktiv Tendens, Stockholm, Schweden
- 2003: Stadtlicht – Lichtkunst, Lehmbruck-Museum, Duisburg
- 2006: 100 Jahre – 100 Köpfe, Lehmbruck-Museum Duisburg
- 2007: Even if Love, Kunstverein Ludwigshafen in Zusammenarbeit mit dem Wilhelm-Hack-Museum (mit Yuko Shiraishi)
- 2008: New Walls from Berlin, Sundaram Tagore Gallery, New York
- 2008: I dream of Genomes, Islip Art Museum, Islip, New York, USA
- 2008: Blickpunkt: Skulptur II. Abstrakte Tendenzen, Kunsthalle Mannheim
- 2008: Bildertausch. Neupräsentation der Sammlung Marli Hoppe-Ritter, Museum Ritter, Waldenbuch
- 2009: Gegenstandslos, Gesellschaft für Kunst und Gestaltung, Bonn
- 2009: Die Rationale II, Frauenmuseum Bonn, Bonn
- 2009: Contemporary Drawing, Artmark Galerie, Wien, Österreich
- 2010: Abstrakt II, Artmark Galerie Wien
- 2011: Biomorph! Hans Arp und zeitgenössische künstlerische Positionen, Arp Museum Bahnhof Rolandseck, Remagen
- 2012: Illusion Natur, Galerie Judith Andreae, Bonn
- 2012: Skulptur im Vorgebirgspark, Köln
- 2014: Flow, Neue Galerie Landshut (mit Claudia Desgranges)
- 2015: Walking Dots, Galerie der Künstler, München
- 2017: The Planet Is Blue, Galerie Judith Andreae, Bonn[5], Bonn
- 2017: Rot kommt vor Rot, Sammlungspräsentation Museum Ritter, Waldenbuch[6][7], Waldenbuch

### Werke im öffentlichen Raum (Auswahl)
- Vier-Tore-Haus, Hamburg
- Der Weg, Bremerhaven
- Platz der Kinder, Außenprojekt des Kunstvereins Springhornhof, Neuenkirchen
- Platz der Vier Winde, Bremen
- Axiome, Rheinisches Autobahnamt, Krefeld
- Transfusion III, Städtisches Klinikum Duisburg-Wedau, Leihgabe Wilhelm-Lehmbruck-Museum Duisburg
- Globules, Park von Les Tourelles, Sainte Maxime, Frankreich
- Capsules, Berufsbildende Schule, Bad Neuenahr-Ahrweiler

### Werke in öffentlichen und öffentlich zugänglichen Sammlungen
- Arp Museum Bahnhof Rolandseck, Remagen
- Arithmeum Bonn
- Artothek Köln
- Daimler Kunstsammlung, Berlin
- Dresdner Bank, Frankfurt
- Flint Institute of Arts, Flint, USA
- Industriegewerkschaft Bau, Frankfurt
- Institut für Diskrete Mathematik, Bonn
- Kreditanstalt für Wiederaufbau, Niederlassung Berlin
- Kunsthalle Mannheim
- Rheinisches Landesmuseum Bonn
- Madison Dearborn Inc., Chicago
- Museum für konkrete Kunst, Ingolstadt
- Museum im Kulturspeicher, Würzburg;
- Museum Ritter, Sammlung Marli Hoppe-Ritter, Waldenbuch
- Sammlung des Bundes von Werken der Kunst nach 1945, Berlin
- Städtische Galerie Villa Zanders, Bergisch Gladbach
- Lehmbruck-Museum, Duisburg

## Veröffentlichungen (Auswahl)
- Birgitta Weimer. Vom Ursprung der Materie. 1993, Kunstsammlung der Stadt Limburg, Galerie Ingrid Haar, Galerie Dorit Jacobs
- Birgitta Weimer, Holon. Bergisch Gladbach 1998, hrsg. Städtische Villa Zanders, ISBN 3-9805715-3-X.
- Birgitta Weimer: Die dritte Natur. (= Dokumente unserer Zeit. Band 28). Chorus Verlag für Wissenschaft und Kunst, Mainz 2001, ISBN 3-926663-28-6.
- Unter der Haut. Transformationen des Biologischen in der zeitgenössischen Kunst. Wilhelm-Lehmbruck-Museum, Duisburg 2001. Hatje Cantz-Verlag, Ostfildern 2001, ISBN 3-7757-9071-3.
- Birgitta Weimer. In: Künstler. Kritisches Lexikon der Gegenwartskunst. Ausgabe 73, Heft 7, Zeitverlag, München 2006, ISSN 0934-1730.
- Birgitta Weimer, Morphogenesis – Metagenesis. (= Dokumente unserer Zeit. Band 37). Chorus Verlag für Wissenschaft und Kunst, Mainz 2007, ISBN 978-3-926663-37-5.
- wired vol. 01/09, edith wahlandt galerie Stuttgart und Galerie am Prediger Schwäbisch Gmünd, ISBN 978-3-936988-16-1.
- wired vol. 02/10 Globules, Hrsg. IG BAU, Frankfurt
- wired vol. 03/12 Hrsg. Landschaftsverband Rheinland, LVR Landesmuseum
- wired Vol. 04/13 Augenblicksblasen, Hrsg. Galerie Maurer, Frankfurt
- wired Vol. 05./14 Hrsg. Osthaus Museum Hagen